# James S. White
James Springer White (Palmyra, 4 de agosto de 1821-Battle Creek, 6 de agosto de 1881), también conocido como Jaime White, fue un líder religioso y escritor estadounidense, cofundador de la Iglesia Adventista del Séptimo Día.
En 1849 comenzó el primer periódico sabatario adventista titulado "The Present Truth", La Verdad Presente (ahora Revista Adventista), en 1855 reubicó la sede del joven movimiento a Battle Creek, Michigan, y en 1863 jugó un papel fundamental en la organización formal de la denominación. Después jugó un papel muy importante en el mejoramiento de la estructura educacional adventista comenzando en  1874 con la formación del Colegio de Battle Creek (el cual es ahora la Universidad Andrews).

## Biografía

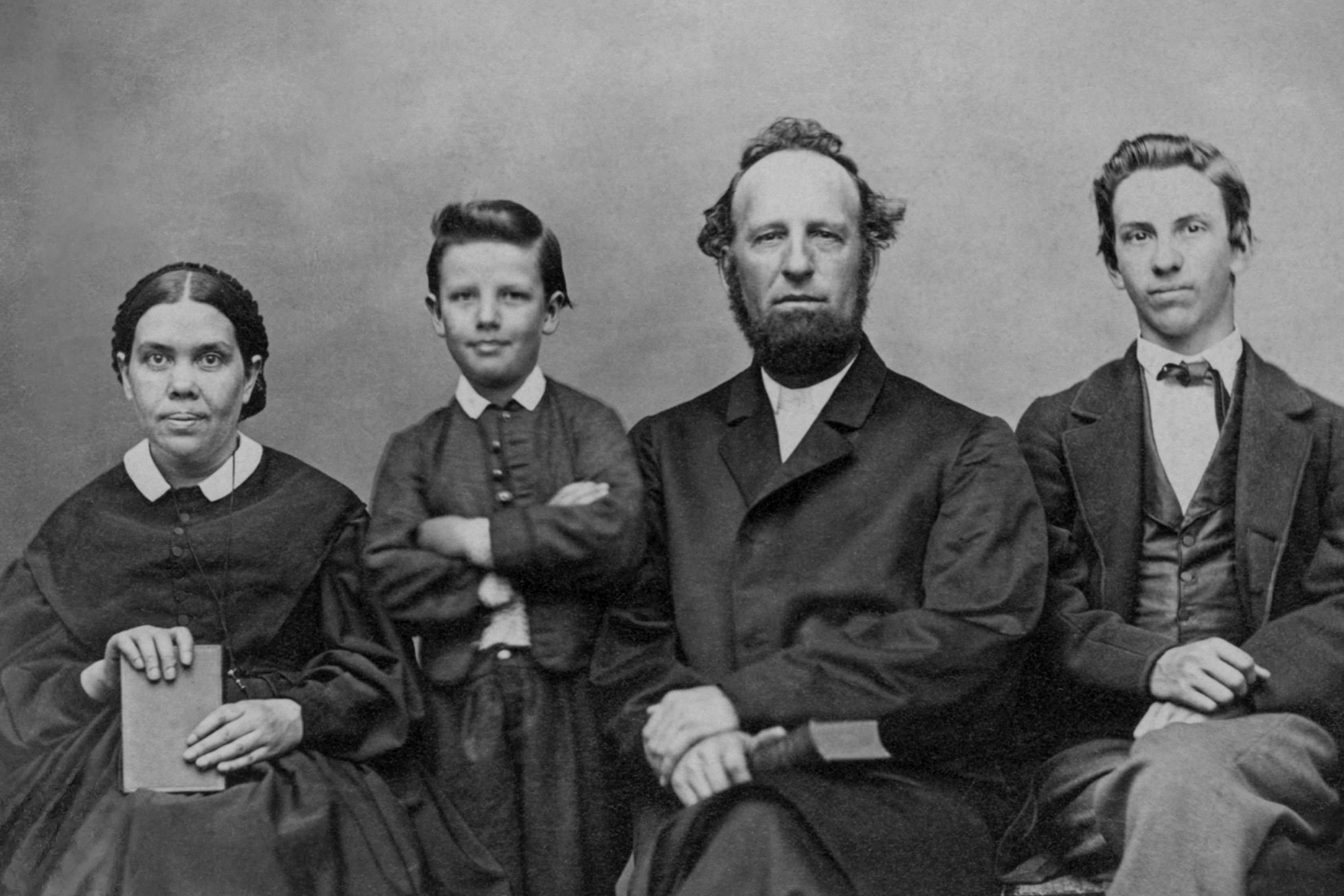
Familia de James y Ellen White en 1865.

James White nació el 4 de agosto de 1821 en el poblado de Palmyra en Maine, EEUU. Quinto de nueve hijos, James fue un niño enfermizo quien sufrió ataques y convulsiones. La mala visión le impidió obtener mayor educación y fue llamado al trabajo en la granja familiar. A la edad de 19 años, su visión mejoró y se inscribió en una academia local. Obtuvo un certificado en enseñanza y brevemente se dedicó a la enseñanza en una escuela primaria. Fue bautizado dentro de la [Conexión Cristiana] a la edad de 16 años. Aprendió el mensaje milerita de sus padres y tras escuchar, lo que para él fue, una poderosa predicación en una reunión en un campamento adventista en Exeter, Maine, White decidió abandonar la enseñanza y convertirse en predicador.En consecuencia, fue ordenado como ministro de la Conexión Cristiana en 1843. White fue un poderoso predicador y se registra que durante el invierno de 1843, 1000 personas aceptaron el mensaje milerita debido a su predicación. A veces, sin embargo, White se reunió con turbas enfurecidas que le lanzaban bolas de nieve. Durante sus primeros viajes conoció a Ellen G. Harmon con quien se casó el 30 de agosto de 1846. James y Ellen tuvieron cuatro hijos varones, Henry Nichols (n. 26 de agosto de 1847, m. 8 de diciembre de 1863), James Edson (n. 28 de julio de 1849, m. 3 de junio de 1928), William Clarence (n. 29 de agosto de 1854, m. 31 de agosto de 1937) y John Herbert (n. 20 de septiembre de 1860, m. 14 de diciembre de 1860).

### Servicio adventista

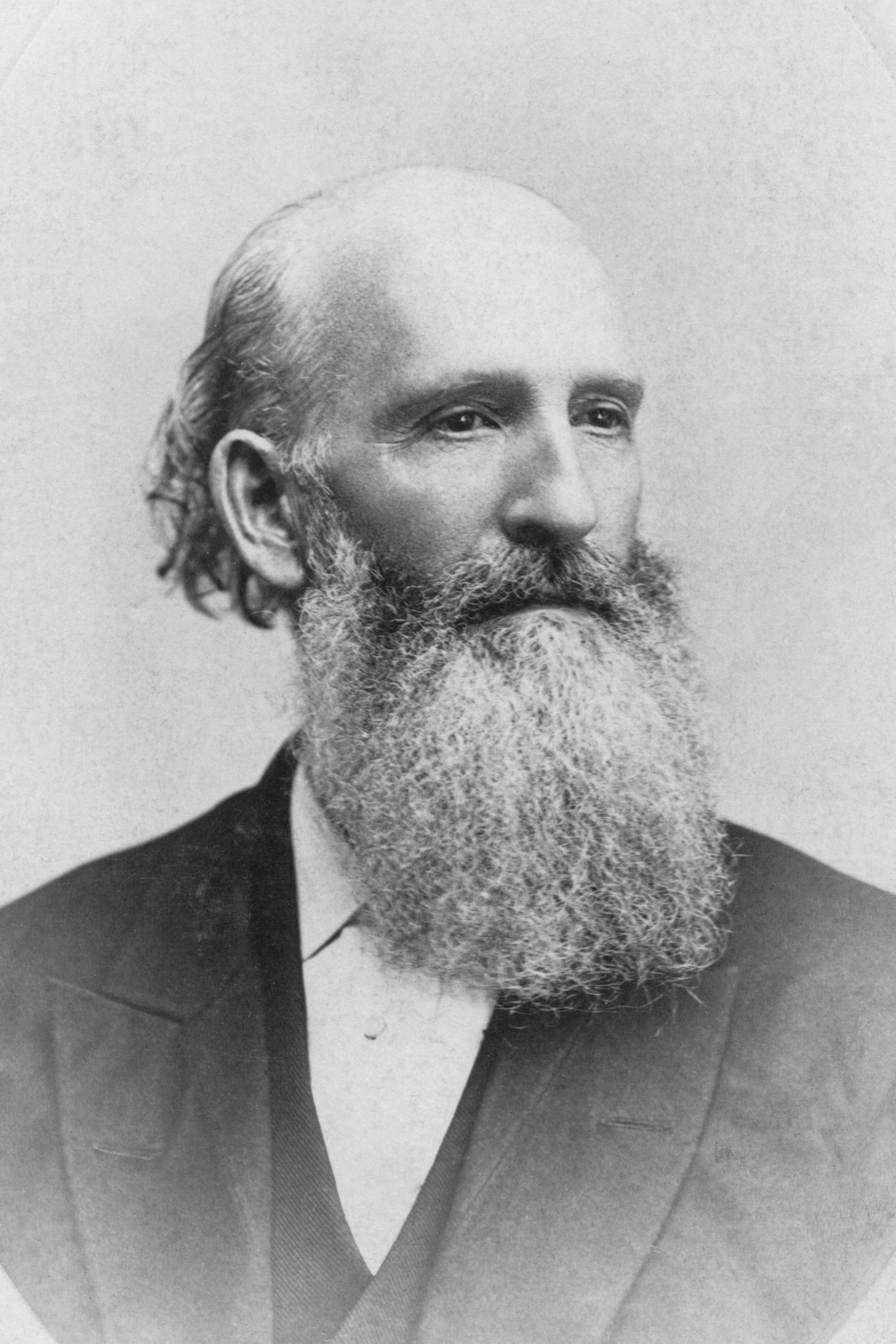
James White durante su tercer periodo como presidente de la Asociación General.

El periódico que James White originalmente inició, "The Present Truth", se combinó con otro llamado la "Advent Review" y en 1850 llegó la "Second Advent Review and Sabbath Herald" (Revista de la Segunda Venida y el Heraldo Sabático), aún publicada hoy en día como la "Adventist Review". Este periódico se convirtió en el principal medio de comunicación para el movimiento sabatario adventista con respecto a los puntos de doctrina y organización. Y además fue el lugar por el cual, James y Ellen White rápida y eficientemente compartieron sus perspecitvas a los creyentes afines. James White trabajó como editor del periódico hasta 1851 cuando invitó a Uriah Smith a ser el editor. Jugó un papel principal en la gestión de las publicaciones de la iglesia adventista como presidente de la "Review and Herald Publishing Association" (Asociación Publicadora, Revista y Heraldo). En diversas ocasiones se desempeñó como presidente de la Asociación General de los Adventistas del Séptimo Día.(1865–67; 1869–71; 1874–80). En 1854 introdujo a la observancia del sábado a Gilbert Cranmer, quien posteriormente sería el fundador de la Iglesia de Dios (Séptimo Día).
En 1856, White sufrió de un ataque de parálisis. Eventualmente determinó que debería retirarse del ministerio y vivir sus días gallardamente. En 1880, G. I. Butler le reemplazó como presidente de la Conferencia General. Durante el verano de 1881, White cayó en cama con fiebre y fue llevado al sanatorio de Battle Creek. A pesar de los esfuerzos del Dr. Kellogg, White murió el 6 de agosto de 1881.

## Publicaciones
White fue un autor prolífico. Una lista de algunos de sus más notables publicaciones se presenta a continuación:
- Life Incidents (1868). Republicada por Andrews University Press con una introducción de Jerry Moon (página del publicador)

- Word to the Little Flock, 1847 panfleto

- Signs of the Times, 1853

- Life Incidents, 1868

- Selections from Life Incidents, 1868

- Sermons on The Coming and Kingdom of Our Lord Jesus Christ, 1870

- Sketches of the Christian Life and Public Labors of William Miller, 1875

- The Sounding of the Seven Trumpets of Revelation 8 & 9, 1875

- The Second Coming of Christ, Matthew 24, 1876

- Early Life & Experiences of Joseph Bates, 1877

- Biblical Institute, 1878

- Life Sketches, 1880